# Nadeschda Sergejewna Grischajewa
Nadeschda Sergejewna Grischajewa (russisch Надежда Сергеевна Гришаева; * 2. Juli 1989 in Leningrad, Russische SFSR, Sowjetunion) ist eine professionelle russische Basketballspielerin.
Bei den Olympischen Spielen 2012 belegte Grischajewa mit der russischen Mannschaft den vierten Platz. Das Spiel um Platz drei verloren die Russinnen mit 74:83 gegen die Australierinnen.
2011 wurde sie mit ihrem Verein Sparta&K russische Vizemeisterin und Euroleague-Vizemeisterin. 2013 und 2014 gewann sie mit dem Verein Dynamo Moskau den FIBA EuroCup.
Ihr Vater ist Sergej Grischajew, russischer Basketballspieler und Vizeweltmeister von 1986.